# Helena Christensen
Helena Christensen (Kopenhagen, 25 december 1968) is een Deens topmodel. Haar vader is Deens, haar moeder is Peruviaans. Ze heeft één zusje, Anita, dat vier jaar jonger is. Ze werd vooral bekend als model voor H&M-campagnes en als ex-vriendin van INXS-frontman, Michael Hutchence.

## Carrière
In haar vrije tijd werkte Helena als model. Ze werd in 1986 Miss Denemarken. Haar portfolio belandde op het bureau van Marilyn Gauthier, het hoofd van het modellenbureau Marilyn Agency in Parijs. Na haar eindexamen vertrok Helena daarom naar Frankrijk. Een van haar eerste opdrachten was een samenwerking met modefotograaf Friedeman Hauss op 8 juni 1989. Het bleek haar grote doorbraak, want in 1990 werd ze door zanger Chris Isaak gevraagd om te figureren in zijn clip voor "Wicked Game". Daarin speelt ze het zomerliefje van zanger Chris Isaak. In de clip loopt Helena het grootste deel van de tijd topless rond. De video werd in een enquête bij het MTV-publiek bestempeld als 'meest sexy video aller tijden'. Sinds 1999 bouwt ze haar carrière af. Ze legde zich toe op fotografie, haar eerste liefde, en werd creatief directeur van het blad Nylon.
Sinds 30 april 2005 is Helena de co-eigenares van de boetiek Butik in West Village, New York. Haar zakenpartner is de Deense bloemist Leif Sigersen. Er wordt onder andere kledij, meubilair, schoeisel, juwelen en parfum verkocht. In juni 2006 startte ze met haar zakenpartner het kledingsmerk Christensen & Sigersen op. Het gaat voornamelijk om zijden jurkjes, katoenen hemden en korte jasjes. Vanaf 15 september 2006 is ze te zien als Andrea, de protagonist in Christoffer Boe's film Allegro. In 2008 werd Helena door een Deens kledingmerk gevraagd om kinderkledij te ontwerpen.

## Relaties
In 1989 begon ze na maanden telefonisch contact een relatie met INXS-zanger Michael Hutchence. Eind 1994 ging het koppel, dat verloofd was, uiteen. In 1998 ontmoette ze de Amerikaanse acteur Norman Reedus en kregen ze een relatie. Op 13 oktober 1999 beviel ze in Kopenhagen van hun zoontje Mingus. Het koppel ging in 2004 uiteen. Helena had in 2006 een relatie met de Deense zanger Rasmus Walter Hansen. Ook had ze een relatie met Interpol-zanger Paul Banks.

## Campagnes

### Voor de Zweedse winkelketenH&M
- badpakkencampagne mei 1992
- badpakkencampagne mei 1998
- herfstcampagne 2000 met toenmalige partner Norman Reedus

### Voor de Deense winkelketenVero Moda
- herfstcampagne 2004
- wintercampagne 2004
- lentecampagne 2005
- zomercampagne 2005
- lentecampagne 2006

### Voor gsm-producentSony Ericsson
- k750i-campagne

- Gemeinsame Normdatei: 141516364
- International Standard Name Identifier: 0000 0004 4884 6267
- Library of Congress Control Number: no2020062469
- Nationale Bibliotheek van Letland: 000341803
- MusicBrainz: a78edf6d-e03a-41dd-bb75-d845d15f4503
- PIC: 19475
- RKD-Nederlands Instituut voor Kunstgeschiedenis: 352882
- Virtual International Authority File: 295149106295168492462